# (18119) Braude
Pour les articles homonymes, voir Braude.
(18119) Braude est un astéroïde de la ceinture principale.

## Description
(18119) Braude est un astéroïde de la ceinture principale. Il fut découvert le 4 juillet 2000 à la station Anderson Mesa par le programme LONEOS. Il présente une orbite caractérisée par un demi-grand axe de 2,27 UA, une excentricité de 0,12 et une inclinaison de 0,8° par rapport à l'écliptique.

## Compléments